# 222 km (Rosja)
222 km (ros. 222 км) – przystanek kolejowy pomiędzy miejscowościami Fiodorowka i Sieszcza w rejonie dubrowskim, w obwodzie briańskim, w Rosji. Położony jest na linii Briańsk – Smoleńsk.